# Wilhelm Würfel
Wilhelm Würfel (Plaňany, Boémia, 1791 — 1832) foi um compositor, pianista e organista do Reino da Boémia (atual República Checa).
Wilhelm Würfel foi professor no Conservatório de Varsóvia. Um dos seus mais famosos alunos foi Frédéric Chopin.